# جيسيكا تورنبول
جيسيكا تورنبول (بالإنجليزية: Jessica Turnbull)‏ هي لاعبة الاسكواش أسترالية، ولدت في 23 يونيو 1995 في Wauchope, New South Wales ‏ في أستراليا.

## وصلات خارجية
- جيسيكا تورنبول على موقع الاتحاد الدولي لمحترفي الاسكواش (مؤرشف) (الإنجليزية)
- جيسيكا تورنبول على موقع SquashInfo.com (الإنجليزية)
- جيسيكا تورنبول على موقع الجمعية الدولية للألعاب العالمية (الإنجليزية)